# Bermuda i olympiska sommarspelen 1972
Bermuda deltog med 9 deltagare vid de olympiska sommarspelen 1972 i München. Ingen av landets deltagare erövrade någon medalj.